# Guerra di successione di Champagne
La guerra di successione di Champagne venne combattuta tra il 1216 ed il 1222 tra i nobili della regione francese della Champagne, con qualche sconfinamento anche nei ducati vicini. La guerra durò due anni e terminò de facto nel 1218, ma non si concluse ufficialmente sino al raggiungimento della maggiore età da parte di Teobaldo IV di Champagne nel 1222, quando i rivali pretendenti abbandonarono le loro rivendicazioni.

## Origini

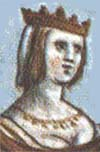
Bianca di Navarra

Nel 1190 Enrico II, conte di Champagne, lasciò la sua contea per le crociate con i suoi zii Filippo II di Francia e Riccardo I d'Inghilterra. Enrico fece giurare ai baroni della Champagne di prestare omaggio a suo fratello Teobaldo nel caso in cui egli fosse morto nelle crociate.
In Terra santa, Enrico venne incoronato re di Gerusalemme e - per rafforzare la propria legittimazione - sposò la regina Isabella, vedova in seconde nozze di Corrado del Monferrato, malgrado il fatto che il suo primo marito (da cui era stata costretta a separarsi) fosse ancora vivo. Enrico e Isabella ebbero tre figlie ma nessun maschio sopravvisse fino alla maggiore età, e quando Enrico morì nel 1197, suo fratello ereditò la contea di Champagne col nome di Teobaldo III. Questi morì di malattia nel 1201, mentre erano in corso i preparativi per la quarta crociata, lasciando la vedova Bianca di Navarra incinta di nove mesi del futuro Teobaldo IV, nato postumo.
Nel 1215 la figlia terzogenita di Enrico II, Filippa di Champagne, sposò un nobiluomo originario della Champagne ma che viveva in Terrasanta, Erardo di Brienne-Ramerupt, cugino di Giovanni di Brienne re di Gerusalemme. Fu lui a dare l'idea a Filippa di reclamare la contea di Champagne.

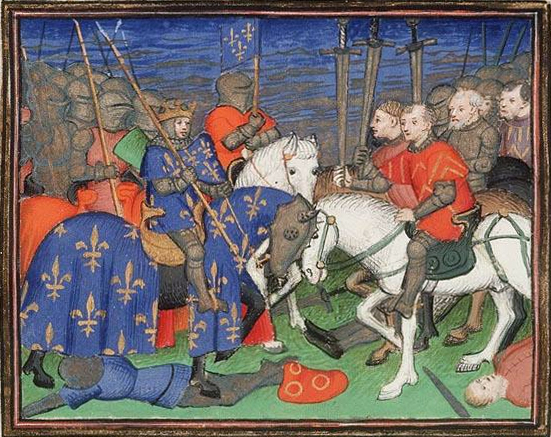
Re Filippo II vittorioso a Bouvines

Bianca di Navarra diede prova di essere una reggente incredibilmente forte ed efficiente e si dedicò per quindici anni a preservare lo status legale di suo figlio Teobaldo IV come legittimo erede. Bianca venne facilitata nei primi anni della sua reggenza dal fatto che molti signori e cavalieri della Champagne, in grado di contrastarla nelle sue rivendicazioni, partirono dal 1202 al 1204 alla volta della quarta crociata. La regina madre Adèle di Champagne (zia di Teobaldo III) prese Bianca sotto la propria protezione, divenendone la consigliera più fidata sino alla di lei morte nel 1206. Per il resto della sua vita Bianca provvide generose donazioni a fondazioni monastiche in memoria di Adele.
Dal 1216, malgrado il fatto che Erardo sollevasse contro Bianca la maggior parte dei baroni della contea, ella fu in grado di costruire solide alleanze sia con Filippo II che con papa Innocenzo III, cosicché Erardo non fu in grado mai di ottenere supporto legale alle proprie pretese. Dall'inizio del conflitto, Innocenzo III scomunicò i baroni ribelli, rendendo vani i loro sforzi. Successivamente Teobaldo IV, pur essendo ancora un ragazzo di appena 13 anni, riuscì a farsi onore a tal punto nella battaglia di Bouvines che re Filippo II gli concesse la sua piena e incondizionata fiducia.

## Il corso della guerra

### Le prime manovre (1216)
Erardo e Filippa sbarcarono in Francia nel gennaio del 1216. Durante il loro soggiorno a Le Puy-en-Velay, Erardo venne arrestato dagli agenti del re di Francia ma riuscì a fuggire e a portarsi nella Champagne. Erardo e i suoi sostenitori presero posizione a Noyers, città che Bianca di Navarra assediò nell'aprile di quello stesso anno. In quello stesso mese Erardo accettò una tregua e sottopose il caso al re di Francia per un arbitrato.
A luglio del 1216, re Filippo II alla fine ascoltò la testimonianza di Erardo a Melun, ma propese in favore di Bianca di Navarra per le evidenze che ella fu in grado di produrre: i baroni avevano giurato fedeltà a Teobaldo III nel caso in cui Enrico II non fosse tornato dalla Terra santa, e Teobaldo III aveva reso il suo omaggio feudale al re nel 1198; Bianca a sua volta aveva reso il suo omaggio al sovrano nel 1201 e Teobaldo IV aveva fatto un innovativo "omaggio anticipato" nel 1214. Bianca inoltre portò a conoscenza del re una serie di lettere patenti coi sigilli dei baroni che avevano firmato tale omaggio. Filippo II ordinò ai baroni di attendere la maggiore età di Teobaldo IV (nel maggio del 1222, quando avesse raggiunto i 21 anni di età). Filippo II ordinò inoltre a Erardo e ai baroni di siglare a loro volta lettere patenti che confermassero le decisioni della corte, promettendo inoltre di osservare la tregua.

### Aperta ribellione (1217)
Erardo era appena tornato nei propri possedimenti in Champagne quando coi suoi seguaci ruppe la tregua: nella primavera del 1217 iniziò quindi una guerra, e la maggioranza dei baroni della Champagne, tutti o quasi dalla parte di Filippa, abbandonarono Bianca per la causa di Erardo. Teobaldo I di Lorena si schierò con Erardo, come del resto suo cognato Miles, signore di Noyers, e suo nipote André de Pougy, signore di Marolles-sur-Seine e di Saint Valérien. Il supporto del duca di Lorena rafforzò notevolmente la parte ribelle.
Gran parte dei combattimenti vennero a concentrarsi nel sudest della Champagne dal momento che le forze di Bianca premevano verso est dalla capitale Troyes verso la Senna, sulle fortezze ribelli sul fiume Aube (Erardo teneva Ramerupt a nord di Troyes), e ancora verso est in direzione della Marna (fortezze di Joinville e Langres). Due dei nemici più pericolosi di Bianca erano Guillaume e Simon de Joinville, entrambi i quali erano venuti meno al patto di pace sottoscritto con Bianca stessa nel 1214 e avevano preso le parti di Erardo. Simon era il siniscalco di Bianca (anche se aveva ricevuto tale onore per via ereditaria e non per nomina diretta). Guglielmo era vescovo di Langres a sudest, e aveva anche la signoria sulla contea di Bar-sur-Aube.
Oltre a porre numerosi assedi, durante la prima parte del conflitto Erardo e i suoi baroni ribelli attaccarono numerose carovane mercantili che viaggiavano verso le Fiere della Champagne di Troyes e Bar-sur-Aube. Durante gli ultimi anni della guerra, ad ogni modo, Erardo concluse con Bianca tregue della durata di settimane o mesi, perché i commerci proseguissero indisturbati; in cambio Bianca gli avrebbe riconosciuto una buona parte delle entrate fiscali ricavate dalle fiere.

### L'intervento esterno (1218)

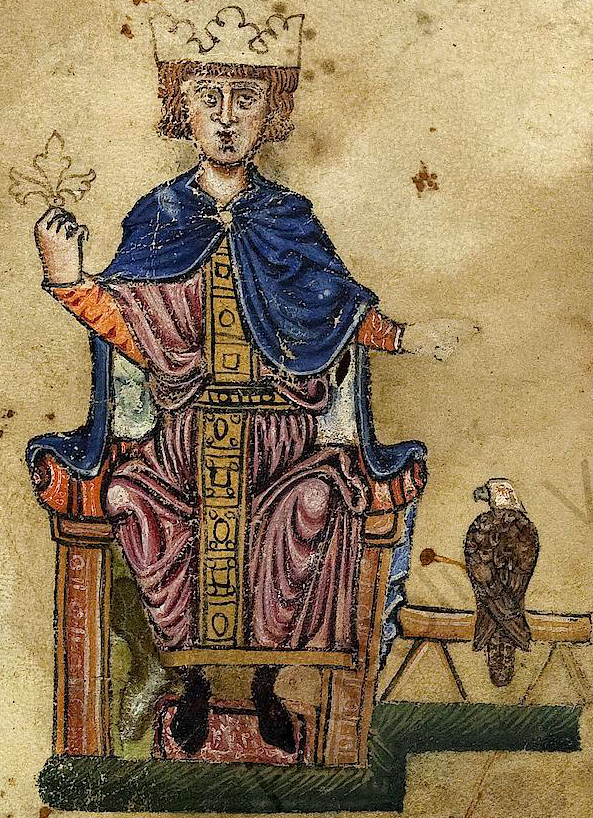
L'imperatore Federico II

La ribellione rimase un affare di portata locale, in gran parte guidato dagli interessi personali dei baroni locali, ma nella primavera del 1218 attirò l'intervento dei due principali alleati di Bianca, Filippo II di Francia e Oddone III di Borgogna, come pure di Federico II del Sacro Romano Impero. Il duca Teobaldo I di Lorena si era schierato con l'imperatore rivale Ottone IV contro Federico II durante le recenti guerre civili in Germania e pertanto la loro entrata nel conflitto su fronti opposti poté essere considerata un'estensione del tradizionale antagonismo tra Hohenstaufen e Welfen.
L'imperatore Federico II, sovrano formale della Lorena come parte del Sacro Romano Impero, considerò una fellonia per il duca Teobaldo I di Lorena il supportare il candidato a lui opposto, e pertanto occupò la città di Rosheim che aveva donato personalmente al padre di Teobaldo. Teobaldo I dal canto suo rispose nel 1218 riprendendo Rosheim e razziando l'Alsazia, in particolare i vigneti di proprietà di Federico II. Poco dopo Teobaldo perse Rosheim quando una rivolta pro-Federico scoppiò tra i cittadini che massacrarono la guarnigione lorenese.
Dopo due anni di guerra, anche le scomuniche papali e gli interdetti avevano avuto un notevole effetto, isolando i baroni ribelli nella loro lotta. I prelati della chiesa della Champagne aiutarono Bianca su ordine di Innocenzo III, con l'eccezione di Guillaume de Joinville, vescovo di Langres, che ignorò gli ordini papali che gli imponevano di scomunicare il proprio fratello Simon.
Le forze di Bianca devastarono le terre del siniscalco traditore Simon de Joinville, che dovette accettare umilianti condizioni di pace: le sue fortezze di Simon vennero occupate, il suo primogenito Goffredo venne preso come ostaggio e Simon stesso venne costretto a trasferire la proprietà del castello avito di Joinville a suo fratello il vescovo Guillaume come sicurezza della sua buona condotta.
L'entrata della Borgogna e del Bar nella guerra fu l'inizio della fine della fazione ribelle. Con l'aiuto di Oddone III di Borgogna e del conte Enrico II di Bar, la contessa-reggente Bianca fu in grado di spingersi con la sua armata verso la capitale della Lorena, Nancy, nel 1218, mettendola a ferro e fuoco. Bianca si incontrò quindi con le armate dell'imperatore Federico II per assediare il castello di Amance. Il duca Teobaldo I di Lorena consegnò la città alla fine di maggio del 1218 e rinnovò ufficialmente il suo giuramento di fedeltà a Bianca il 1 giugno, motivo per cui gran parte dei ribelli iniziarono a concludere paci separate uno dopo l'altro.

### Assicurare la pace (1218-1222)
Teobaldo I di Lorena morì nel maggio del 1220 in circostanze misteriose, e per siglare una pace definitiva il diciannovenne Teobaldo IV di Champagne sposò la sedicenne vedova di Lorena, Gertrude di Dagsburg. Il fratello del duca Teobaldo I, Matteo II, succedette al trono di Lorena e sottoscrisse la pace definitiva con Bianca. Il vescovo Guglielmo di Langres venne eletto arcivescovo di Reims nel 1219, lasciando così il campo del conflitto per altri interessi. Erardo rinunciò ad ogni pretesa sulla contea di Champagne il 2 novembre 1221 e Filippa nell'aprile di quello stesso anno. In cambio della rinuncia alle loro pretese, Erardo ricevette una notevole somma in denaro. L'ultimo dei baroni ribelli, Erardo II di Chacernay, giurò fedeltà a Teobaldo IV nel marzo del 1222. Due mesi più tardi, nel maggio del 1222, Teobaldo IV raggiunse la maturità ed iniziò il suo regno come conte, e la trionfante contessa-reggente Bianca si ritirò nel convento cistercense di Argensolles.

## Conseguenze
Bianca e Teobaldo IV avevano centralizzato l'autorità comitale nella Champagne, domando la ribellione dei baroni locali e ponendo fine alle pretese dei loro parenti. Teobaldo IV prontamente divorziò da Gertrude non appena la pace fu assicurata dopo appena due anni di matrimonio per sposare Agnese di Beaujeu.
Sfortunatamente, il governo di Teobaldo IV fu marcato da una serie di disgrazie iniziali: accusato di aver abbandonato l'assedio di Avignone da parte di Luigi VIII di Francia nel 1226, questo fatto gli costò l'alleanza col sovrano francese e quindi la sicurezza della sua successione. Successivamente iniziò a diffondersi il sentore che Teobaldo IV stesse avendo una relazione con la vedova di Luigi VIII, la regina reggente Bianca di Castiglia (r. 1226-1234), per la quale egli compose anche un omaggio poetico; quello che più era scandaloso era che la madre di Teobaldo, Bianca di Navarra, era una nipote di Eleonora d'Aquitania, il che rendeva discutibile questa relazione. Teobaldo IV iniziò a divenire effettivamente sempre più influente alla corte francese, fatto di cui si risentirono gli altri grandi titolati francesi.
Ad ogni modo, questi stessi baroni risentiti decisero di invadere la Champagne nel 1229-1230. Ironicamente le alleanze erano ora capovolte rispetto alla guerra di successione: il conte Enrico II di Bar attaccò la Champagne da est, spingendo Teobaldo IV ad allearsi con la Lorena per attaccare la contea di Bar. Simone di Joinville, che aveva combattuto tra i ribelli durante la guerra di successione, ora era alleato di Teobaldo IV e lo aiutò a razziare Bar, che a nord confinava con le terre di Joinville. Sfortunatamente, il conflitto con la contea di Bar portò il potente ducato di Borgogna ad invadere la Champagne da sud, portando così il duca Ugo IV (il padre Oddone III, strenuo alleato di Bianca di Navarra, era morto nel 1218) ad agire. Questo fatto provocò l'intervento della regina-reggente Bianca di Castiglia che voleva così intervenire per bloccare il conflitto ed evitarne l'espansione.

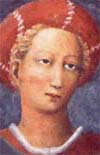
La regina Alice di Cipro

Teobaldo IV fu in grado di respingere i suoi attaccanti, ma ad un grande costo. L'economia della Champagne venne fortemente fiaccata dalle ultime due guerre, causando debiti che spinsero Teobaldo a vendere alcune signorie e contee ad ovest di Parigi che i suoi antenati avevano conquistato per espandere la regione sotto il loro controllo verso est: Blois, Sancerre e Chateudun. Un altro problema importante fu l'inizio dell'invasione del 1229 quando Bianca di Navarra morì (per cause naturali) mentre si trovava al convento di Argensolles. La seconda moglie di Teobaldo IV, inoltre, morì improvvisamente nel 1231, lasciando Teobaldo IV con una figlia di soli cinque anni, Bianca. Questo fatto lasciò la contea di Champagne nella necessità di avere un erede maschio, fatto che spinse Teobaldo IV a risposarsi nel 1232 con Margherita di Borbone. La situazione raggiunse il suo nadir nel 1233, quando la figlia primogenita di Enrico II, la regina Alice di Cipro, minacciò la ripresa della guerra di successione contro Teobaldo.
Ad ogni modo, le fortune di Teobaldo IV e della Champagne vennero ben presto a risolversi quando questi, nel 1234, divenne re di Navarra alla morte di suo zio (scalzando il tentativo di Giacomo I d'Aragona di divenire re anche di Navarra). Improvvisamente, Teobaldo IV divenne troppo ricco e troppo potente perché i suoi vicini si arrischiassero ad attaccarlo. Questo fatto fece desistere anche Alice di Cipro dall'iniziare una nuova guerra di successione, anche per il fatto che ella era in contemporanea impegnata nella Guerra dei Lombardi contro l'antico alleato di Bianca, l'imperatore Federico II, e non era intenzionata a impegnare le sue forze su due fronti, intenzionata a concentrare le sue forze per mantenere saldamente il possesso di Cipro che l'imperatore gli contestava.
Teobaldo IV dal canto suo concentrò i suoi sforzi nella Navarra, ma nel contempo la rimozione di minacce esterne assicurò un lungo periodo di pace e prosperità senza precedenti alla Champagne che perdurò per cinque decenni. Margherita di Borbone e Teobaldo IV ebbero quattro figli tra cui il successore, Teobaldo II di Navarra (Teobaldo V di Champagne) che reggerà il trono paterno dal 1253 al 1270. Teobaldo IV fece sposare le sue due figlie Margherita e Beatrice rispettivamente coi duchi di Lorena e Borgogna, cementando così relazioni pacifiche coi due paesi di confine con la Champagne.